# ISO 3166-2:SR
ISO 3166-2:SR – kody ISO 3166-2 dla podjednostek administracyjnych Surinamu.
Kody ISO 3166-2 to część standardu ISO 3166 publikowanego przez Międzynarodową Organizację Normalizacyjną. Kody te są przypisywane głównym jednostkom podziału administracyjnego, takim jak np. województwa czy stany, każdego kraju posiadającego kod w standardzie ISO 3166-1.
Aktualnie (2019) dla Surinamu zdefiniowano kody dla 10 dystryktów.
Pierwsza część oznaczenia to kod Surinamu zgodnie z ISO 3166-1, natomiast druga część oznaczenia znajdująca się po myślniku to dwuliterowy kod jednostki administracyjnej.

## Kody ISO
| Kod ISO | Nazwa jednostki administracyjnej | Nazwa jednostki administracyjnej w języku niderlandzkim | Rodzaj jednostki administracyjnej |
| ------- | -------------------------------- | ------------------------------------------------------- | --------------------------------- |
| SR-BR   | Brokopondo                       | Brokopondo                                              | dystrykt                          |
| SR-CM   | Commewijne                       | Commewijne                                              | dystrykt                          |
| SR-CR   | Coronie                          | Coronie                                                 | dystrykt                          |
| SR-MA   | Marowijne                        | Marowijne                                               | dystrykt                          |
| SR-NI   | Nickerie                         | Nickerie                                                | dystrykt                          |
| SR-PM   | Paramaribo                       | Paramaribo                                              | dystrykt                          |
| SR-PR   | Para                             | Para                                                    | dystrykt                          |
| SR-SA   | Saramacca                        | Saramacca                                               | dystrykt                          |
| SR-SI   | Sipaliwini                       | Sipaliwini                                              | dystrykt                          |
| SR-WA   | Wanica                           | Wanica                                                  | dystrykt                          |